# Heteropoda bawanglingensis
Espèce
Heteropoda bawanglingensis est une espèce d'araignées aranéomorphes de la famille des Sparassidae.

## Distribution
Cette espèce est endémique de Hainan en Chine,. Elle se rencontre dans le xian de Changjiang.

## Description
La femelle holotype mesure 17,5 mm.

## Systématique et taxinomie
Cette espèce a été décrite par Korai et Jäger en 2024.

## Étymologie
Son nom d'espèce, composé de bawangling et du suffixe latin -ensis, « qui vit dans, qui habite », lui a été donné en référence au lieu de sa découverte, la réserve naturelle nationale de Bawangling.

## Publication originale
- Korai & Jäger, 2024 : « Five new species of the spider genus Heteropoda Latreille, 1804 (Araneae: Sparassidae) from China. » European Journal of Taxonomy, vol. 947, p. 109-129 (texte intégral).